# Вулиця Соборна (Шпола)
Вулиця Соборна — у місті Шпола Черкаської області.

## Історія вулиці
1 березня 2017 КМУ ухвалив рішення віднести до сфери управління Фонду державного майна нерухоме майно по вул. Соборній, 138 з метою його подальшої приватизації.  Реалізація розпорядження має забезпечити ефективне управління державним майном, та збільшити надходження до державного бюджету за результатами приватизації.